# تحصیل (تقسیمات کشوری)

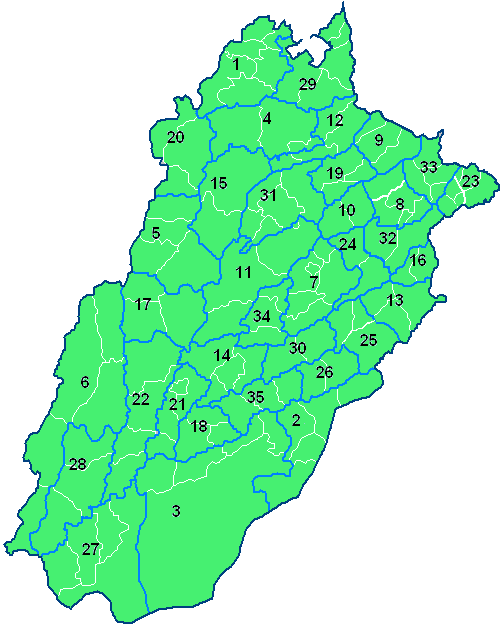
نقشهٔ تحصیل (تقسیمات کشوری) پنجاب، پاکستان - ۲۰۰۹

تَحصیل یا تَعَلُّق یا تَعَلُّقه یا مَندَل یکی از تقسیمات کشوری برخی کشورهای آسیای جنوبی از جمله پاکستان و هندوستان است. این تقسیمات شامل ناحیه‌ای با مرکزیت یک شهر یا شهرک است که چندین شهرک یا روستا را در بر می‌گیرد. تحصیل در هند جایگزین پرگنه و ثاناه شده‌است که در زمان سلطنت دهلی و راج بریتانیا مرسوم بودند. در ایالت‌های آندرا پرادش و تلانگانای هند از واژهٔ مَندَل به جای تحصیل استفاده می‌شود. در پاکستان نیز واژهٔ تحصیل رواج عمومی دارد، مگر در ایالت سند که به آن تَعَلُّقه گفته می‌شود.